# Hibiscadelphus wilderianus
Hibiscadelphus wilderianus là một loài thực vật có hoa thuộc họ Malvaceae.
Loài này chỉ có ở Hoa Kỳ.